# XXIIIe gouvernement de la République (Espagne)
Seconde République espagnole
Giral I Caballero II
Le XXIIIe gouvernement de la République (XXIIIe Gobierno de la Republica) est le gouvernement de la République espagnole en fonction du 4 septembre 1936 au 4 novembre 1936, durant la Guerre Civile. Il fut surnommé, le « premier gouvernement de la Victoire ».

## Composition
| Portefeuille                                         | Titulaires | Titulaires                 | Parti |
| ---------------------------------------------------- | ---------- | -------------------------- | ----- |
| Président du Conseil Ministre de la Guerre           |            | Francisco Largo Caballero  | PSOE  |
| Ministre de l'Économie et des Finances               |            | Juan Negrín                | PSOE  |
| Ministre d'État                                      |            | Julio Álvarez del Vayo     | PSOE  |
| Ministre de la Justice                               |            | Mariano Ruiz-Funes         | IR    |
| Ministre du Gouvernement                             |            | Ángel Galarza              | PSOE  |
| Ministre de l'Industrie et du Commerce               |            | Anastasio de Gracia        | PSOE  |
| Ministre de la Marine et de l'Air                    |            | Indalecio Prieto           | PSOE  |
| Ministre de l'Instruction Publique et des Beaux-arts |            | Jesús Hernández Tomás      | PCE   |
| Ministre des Travaux publics                         |            | Julio Just Gimeno          | IR    |
| Ministre du Travail et du Bien-être social           |            | José Tomás Piera           | ERC   |
| Ministre de l'Agriculture                            |            | Vicente Uribe              | PCE   |
| Ministre des Communications                          |            | Bernardo Giner de los Ríos | UR    |
| Ministre sans Portefeuilles                          |            | José Giral                 | IR    |
| Ministre sans Portefeuilles                          |            | Manuel de Irujo            | PNV   |